# John Dickie (Sänger)
John Dickie (* 5. September 1953 in London; † 6. Jänner 2010 in Baden bei Wien) war ein britischer Opern- und Operettensänger (Tenor) und österreichischer Kammersänger.

## Leben
John Dickie wurde als Sohn des Sänger-Ehepaars Murray Dickie (1924–1995) und Maureen Springer-Dickie (1928–1976) in London geboren. Er wuchs in Wien und, vor allem, in Baden bei Wien auf, wo er 1972 am Bundesrealgymnasium maturierte und wo er Mitglied im Badener Kammerchor war.
Dickie absolvierte zunächst eine dreijährige Gesangsausbildung an der Musikhochschule Wien, dann eine zweijährige am Konservatorium der Stadt Wien. Zu seinen Lehrerinnen gehörte unter anderem die bekannte Sopranistin Hilde Zadek. An der Wiener Volksoper debütierte er 1977 in der Rolle des Ersten Priesters in Mozarts Oper Die Zauberflöte. 1978 gehörte er dort auch zur Premierenbesetzung der Ballettoper Preußisches Märchen von Boris Blacher.
Dickie begann dann eine Karriere in Deutschland als lyrischer Tenor mit Festengagements am Opernhaus Wuppertal (1979–1982) sowie am Nationaltheater Mannheim (1982–1985). In der Spielzeit 1980/81 sang er am Opernhaus Wuppertal den „Schwerenöter“ Georges Duménil in einer Neuproduktion der Operette Der Opernball (Premiere: Dezember 1980); er machte „im Auftreten eine gute Figur“ und konnte „stimmlich glänzen“. Im Sommer 1981 sang er im Innenhof des Gräflichen Palastes in Hohenems die Rolle des Ali in der komischen Haydn-Oper L’incontro improvviso (dt. Titel: Die unverhoffte Zusammenkunft, auch: Unverhofft in Kairo), mit Adele Haas (Dardane) als Partnerin. In der Spielzeit 1981/82 sprang er am Staatstheater Kassel in der B-Premiere der Neuinszenierung der Rossini-Oper Der Barbier von Sevilla ein; er setzte dabei „seinen ausgesprochen schönen lyrischen Tenor mit bestechender Virtuosität“ ein. In der Spielzeit 1984/85 sang er am Nationaltheater Mannheim den Lenski in einer Neuinszenierung von Eugen Onegin. Im Mai 1985 „glänzte er mit tenoralem Schmelz“ am Nationaltheater Mannheim als Gonzalvo in einer Neuinszenierung des Einakters Die spanische Stunde.
Ab 1985 war er als sogenannter „Erster lyrischer Tenor“ Ensemblemitglied an der Hamburger Staatsoper. In der Spielzeit 1985/86 übernahm er in Hamburg den Kudrjasch in der Neuinszenierung der Oper Katja Kabanowa (Premiere: November 1985, Regie: Peter Ustinov); diese Rolle sang er auch in der Wiederaufnahme der Produktion im Januar 1987. Außerdem sang er in der Spielzeit 1985/86 den Meister Kunz Vogelgesang in verschiedenen Repertoirevorstellungen von Wagners Die Meistersinger von Nürnberg. Im Juni 1986 sang er die Rolle des Wagner in Arrigo Boitos Oper Mefistofele bei mehreren konzertanten Aufführungen in der Musikhalle Hamburg.
Im Oktober 1983 debütierte Dickie an der Wiener Staatsoper in der Rolle des Conte Almaviva in Gioacchino Rossinis komischer Oper Der Barbier von Sevilla. In der Saison 1987/88 wurde Dickie festes Ensemblemitglied der Wiener Staatsoper. Dort sang er sowohl das Rollenfach des Buffotenors und des Spieltenors, wurde aber auch regelmäßig als Haustenor im lyrischen Tenor-Fach eingesetzt. Zu seinen lyrischen Rollen an der Staatsoper gehörten unter anderem Tamino in Die Zauberflöte (Mai/Juni 2004), Belmonte in Die Entführung aus dem Serail (im März 1992; in einer Reprise in der Spielzeit 1991/92, in seinem Rollendebüt als „schönstimmiger, lyrischer Held, der gut gefiel“), Ferrando in Così fan tutte (1984–1985) und Narraboth in Salome (1999–2004). Außerdem übernahm er mehrfach in den Jahren 2004 und 2005 zu Silvester und Neujahr den Eisenstein in der Operette Die Fledermaus. Im Buffo-Fach sang er unter anderem Monostatos (in 37 Vorstellungen zwischen 2000 und 2005), Valzacchi in Der Rosenkavalier (März 2004), den Steuermann in Der Fliegende Holländer (2003–2004) und die vier Dienerrollen in Hoffmanns Erzählungen (2003). Im Mai 1995 wirkte er an der Wiener Staatsoper als Don Fabrizio in der Uraufführung der Oper Gesualdo von Alfred Schnittke mit. Intensiv widmete sich Dickie der Interpretation von Werken der Klassischen Moderne. 2000 sang er in Wien in dem Oratorium Die Jakobsleiter von Arnold Schönberg, 2001/02 sang er Red Whiskers in der Neuinszenierung der Oper Billy Budd von Benjamin Britten. In der Saison 2006/07 übernahm er an der Wiener Staatsoper in einer Inszenierung von Sven-Eric Bechtolf die Rolle des Grafen Elemer in einer Neueinstudierung der Oper Arabella.
Seit der Saison 1987/88 war Dickie unter der Direktion von Eberhard Waechter, der Dickie dauerhaft nach Wien zurückholte, gleichzeitig auch festes Mitglied der Wiener Volksoper, wo er ebenso im lyrischen Fach auftrat und häufig als Operettentenor besetzt wurde. An der Volksoper sang Dickie unter anderem Fenton in Die lustigen Weiber von Windsor, Ferrando in Così fan tutte, Don Ottavio in Don Giovanni (u. a. in der Spielzeit 1992/93), Caramello in Eine Nacht in Venedig und ebenfalls den Eisenstein, der zu seinen besonderen Glanzrollen gehörte. In der Spielzeit 1988/89 übernahm er kurzfristig die Partie des Wilhelm Meister in einer Neuinszenierung der Oper Mignon (Premiere: Oktober 1988, Regie: Robert Herzl). In der Spielzeit 1990/91 gehörte er an der Wiener Volksoper als Graf Tassilo zur Besetzung einer Neuinszenierung der Kálmán-Operette Gräfin Mariza. In der Spielzeit 1991/92 war er an der Wiener Volksoper der „zuverlässige“ Graf Stanislaus, „wenn auch mit nicht ganz leichten Höhen“, in einer Neuinszenierung der Operette Der Vogelhändler. An der Volksoper trat Dickie 1998 als Padre in dem Musical Der Mann von la Mancha auf. Dort erweiterte Dickie 2007 mit der jugendlichen Heldentenor-Rolle des Mathias Freudhofer in Wilhelm Kienzls Oper Der Evangelimann auch sein Rollenspektrum und beging mit dieser Partie zugleich sein 30-jähriges Bühnenjubiläum.
Insgesamt trat Dickie in Wien an Staats- und Volksoper in insgesamt 987 Vorstellungen auf: in 86 verschiedenen Partien, 81 verschiedenen Werken und 28 Premieren.
1982 sang er bei den Bregenzer Festspielen den Arturo in Lucia di Lammermoor. 1984 sang Dickie auf der Bregenzer Seebühne Graf Stanislaus in Carl Zellers Operette Der Vogelhändler. 1985/86 war Dickie bei den Bregenzer Festspielen dann zwei Jahre hintereinander als Tamino in der gefeierten Inszenierung von Jérôme Savary zu hören.
Von Deutschland aus gastierte er auch in dieser Zeit sehr erfolgreich immer wieder an der Wiener Volksoper, unter anderem 1984 als Lyonel in der Oper Martha von Friedrich von Flotow.
Im Februar 1986 war Dickie Solist bei einem Operetten-Konzert mit dem Münchner Rundfunkorchester, gemeinsam mit seiner Wiener Kollegin Ulrike Steinsky. In der Spielzeit 1991/92 und im September 1993 sang er an der Staatsoper Berlin den Ferrando in Così fan tutte. In der Spielzeit 1993/94 gastierte er am Landestheater Linz als Hans in der Oper Die verkaufte Braut. Im Frühjahr 1994 gastierte er an der New Israeli Opera in Tel-Aviv als Eisenstein in der Operette Die Fledermaus unter der musikalischen Leitung von Theodor Guschlbauer. 1998 sang er beim Niederösterreichischen Operettensommer auf Schloss Haindorf in Langenlois den Leutnant Niki in der Operette Ein Walzertraum von Oscar Straus.

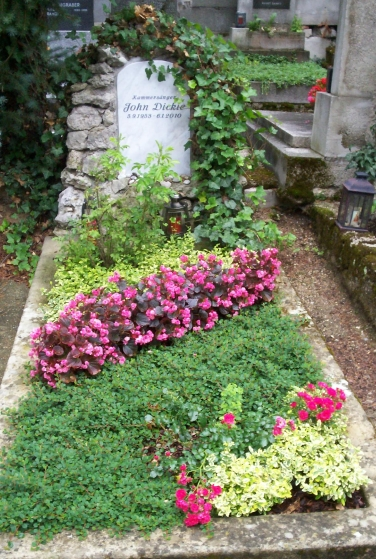
John Dickie Grabstätte

Dickie gastierte auch bei den Salzburger Festspielen. Dort sang er 2002 den Sebas in der Oper Der König Kandaules von Alexander Zemlinsky. 2004 war er der Haushofmeister bei der Feldmarschallin in Richard Strauss’ Oper Der Rosenkavalier.
2006 gastierte er erfolgreich als Stewa in der Oper Jenůfa von Leoš Janáček an der Staatsoper Prag.
Gastspiele gab er auch an der Deutschen Oper Berlin, an der Covent Garden Opera in London, an der Grand Opéra in Paris, am Grand Théâtre de Genève und an der Deutschen Oper am Rhein.
Die Stimme von John Dickie ist durch mehrere Tonaufnahmen auf Schallplatten, CDs sowie in Rundfunkaufnahmen dokumentiert. Bei dem Label Naxos erschienen zwei Gesamtaufnahmen mit John Dickie (Ferrando in Così fan tutte und Eisenstein in der Operette Die Fledermaus).
John Dickie starb nach langer, schwerer Krankheit in Baden bei Wien. Posthum erschien 2012 das Album Debts Paid mit acht Songs, die Dickie selbst geschrieben und kurz vor seinem Tod zusammen mit seinem Bruder David aufgenommen hatte.

## Ehrungen und Auszeichnungen
Am 3. Juni 2008 wurde John Dickie in Anerkennung seiner künstlerischen Verdienste sowie seines über 25 Jahre dauernden Wirkens an der Wiener Staatsoper mit dem Berufstitel Kammersänger ausgezeichnet.